# Hans-Werner Gille

Hans-Werner Gille (2011)

Hans-Werner Gille (auch Werner Gille; * 18. Mai 1928 in Glogau, Schlesien) ist ein deutscher Historiker, Autor und Journalist.

## Leben
Hans-Werner Gille ist Sohn des Bankkaufmanns Adolf Gille und Charlotte Gille, geborene Seidel. Im Januar 1945 floh er aus seiner Heimatstadt Glogau, die zwei Wochen später völlig zerstört wurde. Nach Kriegsende hielt er sich zunächst in Delitzsch bei Leipzig auf. Im Sommer 1946 übersiedelte er nach Bayern. Dort war er bis 1948 als Angestellter bei der US-Militärregierung in Dillingen und Neu-Ulm tätig, danach Dolmetscher beim Counter Intelligence Corps in Neu-Ulm, und von 1950 bis 1952 Dolmetscher beim US-Militärgericht und beim Polizeipräsidium München.
Gille studierte von 1950 bis 1952 an der Hochschule für politische Wissenschaften München. Es war das einzige Studium, das im Deutschland der Nachkriegsjahre ohne Abitur möglich war. Nach dem Begabtenabitur am 3. Dezember 1956 vor dem Oberschulamt Stuttgart studierte er von 1956 bis 1958 an der Universität Tübingen die Fächer Neuere und Mittelalterliche Geschichte, Osteuropäische Geschichte, Slawistik und Philosophie. Von 1958 bis 1964 setzte er sein Studium an der Universität München fort. Gille absolvierte 1952 und 1956 Auslandssemester an der Universität Barcelona sowie 1952 beim Wilton Park Program, London. 1964 erfolgte die Promotion zum Thema: „Theodor von Bernhardi als Russlandkenner“. 1966 heiratete er Eva Gille, geborene Korte.
Entscheidend für Gille waren lange Reisen in viele Länder aller Kontinente. Prägend für ihn waren Aufenthalte bei Indianerstämmen am Rio Camanau (Nebenfluss des Rio Negro/Amazonas, 1966), in der Volksrepublik China zur Zeit der Kulturrevolution (1967), sowie Reisen durch die Mongolei (1974), Sibirien (1974), Alaska (1976), Australien (1980), das südliche Afrika (zwischen Okavango und Sambesi, 1982), Nepal/Bhutan (1982) und Malaysia/Borneo (1989).
Seine Erlebnisse und Erfahrungen hält Hans-Werner Gille seit 1942 in Tagebuchaufzeichnungen fest. Sie umfassen inzwischen 85 Bände. Nach seinem Ableben gehen sie in den Besitz der Monacensia über. Gille ist Mitglied der Humboldt-Gesellschaft für Wissenschaft, Kunst und Bildung. Im Jahr 2003 besuchte er erstmals seit der Vertreibung seine Heimatstadt Glogau.

## Journalistische Tätigkeit
Hans-Werner Gille war von 1966 bis 1968 Chefredakteur der Monatszeitschrift „das profil“, München, und von 1972 bis 1977 des „Evangelischer Digest“, München. Vom WS 1967/68 bis WS 1968/69 hielt er Vorlesungen an der Hochschule für Politische Wissenschaften München über „Das heutige China“; er berichtete in zahlreichen Vorträgen über die Kulturrevolution. Als einer der ganz wenigen westlichen Journalisten war es Gille 1967 gelungen, eine Einreisegenehmigung nach China zu erhalten.
Von 1965 bis 2004 war er freier Mitarbeiter des Bayerischen Rundfunks für die Abteilungen Kultur, Hörbild, Politik und Radio Wissen. Gille ist Autor zahlreicher Radiosendungen über historisch-politische Themen, mit Länderberichten und Städteportraits sowie Hörbild-Portraits von Künstlern und historischen Persönlichkeiten. Themen seiner Seminare und Vorträge sind: Geschichte, Literatur, Religion, Weltkulturen und Weltgeschichte, Länder und Völker. Er ist Mitglied des Internationalen PresseClub München.

## Publikationen
- Nation heute. Probleme des Staatsbewusstseins und Nationalgefühls. Bayerische Landeszentrale für politische Bildungsarbeit, München 1966 (4. Aufl. 1977).
- Katholiken gegen Rom. Olzog, München 1969.
- Politik, Staat und Nation in der Dritten Welt. Probleme des Nationalismus in den Entwicklungsländern. Bayerische Landeszentrale für politische Bildungsarbeit, München 1970 (3. Aufl. 1974).
- Play Bluff oder Der krumme Weg nach oben. Aus den Bekenntnissen eines Finanzgenies. Bechtle, München 1971, ISBN 3-7628-0159-2 (Roman).
- Moskau, Kasachstan, Usbekistan, Sibirien. Bericht über die Reise einer bayerischen Wirtschaftsdelegation in die UdSSR. Bayerische Gesellschaft zur Förderung der Beziehungen zwischen der Bundesrepublik Deutschland und der Sowjetunion, München 1976.
- Das Antlitz Chinas. Welsermühl, Wels 1976, ISBN 3-85339-128-1 (übersetzt ins Schwedische und Holländische).
- Sibirien. Land aus Eis und Tränen. Schatzkammer der Sowjetunion. Welsermühl, Wels 1978, ISBN 3-85339-148-6.
- Australien. Die größte Insel der Welt. Ein Kontinent im Aufbruch. Welsermühl, Wels 1981, ISBN 3-85339-169-9.
- Beitrag in: Josef M. Häußling et al. (Hrsg.): Drei Fragen zu Deutschland. 58 Antworten. Knaus, München 1985, ISBN 3-8135-1252-5.
- Der Nahe Osten. Europas fremde Nachbarn. Welsermühl, Wels 1988, ISBN 3-85339-198-2.
- Ich suchte Abels Grab und andere Globetrottergeschichten. Langen Müller, München 1990, ISBN 3-7844-2285-3 (Taschenbuchausgabe 1991).
- Wolgafahrt. Spurensuche im heutigen Russland. Langen Müller, München 1992, ISBN 3-7844-2418-X (2. Aufl. 1993).
- Dunkel ist des Heimwehs Farbe. Eine Geschichte von Flucht und Versöhnung. Herbig, München 2015, ISBN 978-3-7766-2768-8.
- Im Windschatten des roten Sturms. Die chinesische Kulturrevolution – ein Augenzeugenbericht. Herbig, München 2016, ISBN 978-3-7766-2778-7.

Foto-Ausstellung Bild-Oasen. Fremde sehen – sich finden. Fotos und Texte aus China, Japan, Russland, Bhutan. München 2006/07.